# زولتان لایوش بای
زولتان لایوش بای (انگلیسی: Zoltán Lajos Bay؛ زاده ۲۴ ژوئیهٔ ۱۹۰۰ درگذشته ۴ اکتبر ۱۹۹۲) یک فیزیک‌دان اهل مجارستان بود.